# Parc provincial de Cape Smokey
Le parc provincial de Cape Smokey (anglais : Cape Smokey Provincial Park) est un parc provincial de la Nouvelle-Écosse situé sur l'île du Cap-Breton dans le comté de Victoria.
Ce petit parc situé sur la piste Cabot possède un sentier de 10 km offrant de nombreux point de vue sur la côte.